# Szakállas bajszika
A szakállas bajszika (Lybius dubius) a madarak (Aves) osztályának harkályalakúak (Piciformes) rendjébe, ezen belül a Lybiidae családjába tartozó faj.

## Előfordulása
A szakállas bajszika Nyugat- és Közép-Afrika száraz, erdős területein él. Elsősorban a nyíltabb füge-, akácia- és majomkenyérfa-erdőket részesíti előnyben, ahol a fészkeléshez öreg, korhadt, üreges fákat talál. Kedveli az erdőirtás utáni másodlagos erdőket, de táplálkozás céljából gyakran felkeresi a gyümölcsösöket is.

## Megjelenése
A szakállas bajszika mintegy 25 centiméter hosszú madár, testtömege 80-108 gramm közötti lehet. Tollazata a fején, a hátán, a szárnyakon, valamint a faroktollaknál fekete, a mellkas alsó részén fehér, a fölső része és a torok vörös. A mellkason a fehér és vörös részt fekete sáv választja el egymástól. A szem körül csupasz, sárga gyűrű látható. Csőre sárga, erős, rajta fogszerű kimetszések vannak. A nemek egymáshoz nagyon hasonlóak. Csőre körül alul és felül egyaránt szőrszerű képletek láthatóak.
|  |

## Életmódja
A szakállas bajszikák 4-5 egyedből álló csapatokban élnek. A csoport az éjszakákat együtt tölti egy fa üregében. A fészek közelében agresszívan lépnek fel a közelben tartózkodó fajtársakkal.
A felnőtt szakállas bajszikák elsősorban gyümölcsökkel táplálkoznak, vadon termő és az ember által termesztett gyümölcsfákat egyaránt szívesen látogatja. Kis mennyiségben a felnőttek is fogyasztanak rovarokat, a fiatalok azonban szinte kizárólagos rovarevők. Táplálkozásuk nyomaként amerre járnak, elhullajtják a gyümölcsök magvait, így járulnak hozzá a fák szétterjedéséhez. Iváskor gyakran a fák hasadékaiban összegyűlt vízből fogyasztanak.

## Szaporodása
A szakállas bajszikák többnyire május és szeptember között költenek, de lényegében egész évben fészkelhetnek. Az udvarlás során a hím eteti a tojót, és kölcsönösen tisztogatják egymás tollazatát. Fészküket elhalt fákba vájt üregekben építik. Fészekalja 2 fehér tojás, a költési idő legalább 16 nap. A szülők rovarokkal és gyümölccsel etetik a fiókákat, akik mintegy 40 nap után hagyják el a fészekodút.

## Természetvédelmi helyzete
A szakállas bajszikákat jelenleg nem fenyegeti a kipusztulás veszélye. Bár vadon élő állományuk egyedszáma nem ismert, ám elterjedési területükön mindenfelé közönségesnek számítanak. Élőhelyük védelme azonban fontos, mivel a fák kiirtásával nem találnak maguknak fészkelőhelyet. A gyümölcsös ültetvények csak ideiglenesen segíthetnek megoldani ezt a problémát.

## Szakállas bajszikák az állatkertekben
Bár a szakállas bajszika a leggyakrabban tartott bajszika-faj, mégsem nevezhető gyakori állatkerti madárnak. Magyarországon a Madárkertben és a debreceni állatkertben látható a faj.